# Stanislaw Boklan

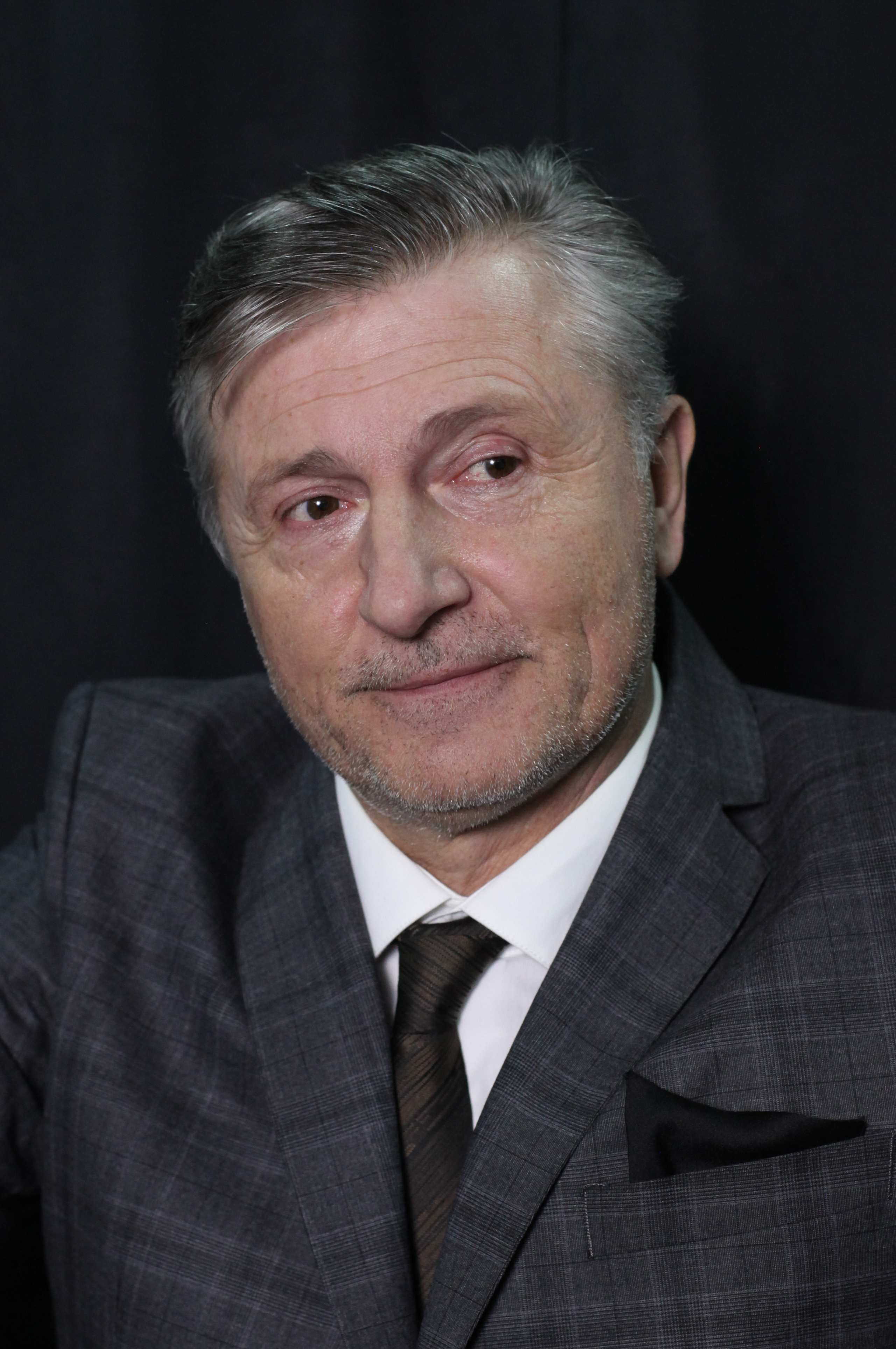
Stanislaw Boklan (2016)

Stanislaw Wolodymyrowytsch Boklan (ukrainisch Станіслав Володимирович Боклан; * 12. Januar 1960 in Krakiwschtschyna, Oblast Schytomyr, Ukrainische SSR) ist ein ukrainischer Film- und Theaterschauspieler.

## Leben
Stanislaw Boklan kam im Dorf Krakiwschtschyna (Краківщина) bei Brussyliw als Sohn von Wolodymyr Arystarchowytsch Boklan und Olena Iwaniwna Boklaniw zur Welt. Seine Eltern zogen 1964 mit seinem kleineren Bruder nach Kiew, um dort in der Luftfahrtindustrie zu arbeiten. Stanislaw blieb bei seiner Großmutter im Dorf zurück und besuchte dort die Grundschule. Anschließend besuchte er die weiterbildende Schule in Swjatoschyn im Westen Kiews.
Er absolvierte 1984 die Fakultät für Schauspiel am Staatlichen Institut für Theaterkunst in Kiew und war anschließend 10 Jahre am regionalen russischen Dramentheater Donezk in Mariupol engagiert. Im Jahr 1994 ging er zurück nach Kiew und ist seitdem dort am
Akademischen Jugendtheater Kiew beschäftigt. Zudem war er, neben der Schauspielerei, einige Zeit als Dozent an der Nationalen Universität für Theater, Kino und Fernsehen beschäftigt.
In der ukrainischen Fernsehserie Diener des Volkes spielt er, neben Wolodymyr Selenskyj, den Ministerpräsidenten der Ukraine.

## Familie
Boklan ist mit der Schauspielerin am Jugendtheater Kiew Natalia Klinia verheiratet. Sein jüngerer Bruder Mykola Boklan (Микола Володимирович Боклан; * 13. Oktober 1963) ist ebenfalls ein als Verdienter Künstler der Ukraine (2008) ausgezeichneter Schauspieler.

## Filmografie (Auswahl)
- 2019: Захват Sachwat
- 2019: Кріпачка Kripatschka
- 2018: Я, ти, він, вона Ja, ti, win, wona
- 2018: Сувенір з Одеси Suwenir s Odessi
- 2017: Правило бою Prawilo boju
- 2017: Межа Mescha
- 2016: Слуга народу 2 Sluga narodu 2 (dt. Diener des Volkes)
- 2016: Століття Якова Stolittja Jakowa
- 2016: Центральна лікарня Zentralna likarnja
- 2016: Спросите у осени Sprossite u osseni
- 2015: Слуга народу Sluga narodu (dt. Diener des Volkes)
- 2015: Незламна Neslamna
- 2014: Коли ми вдома Koli mi wdoma
- 2013: Поводир, або квіти мають очі Powodir, abo kwiti majut otschi
- 2012: Матч Mattsch
- 2009: Неодинокие Neodinokije
- 2009: Индийское кино Indijskoje kino
- 2009: За все тебя благодарю 3 Sa wse tebja blagodarju 3 (Serie)
- 2008: Удиви меня Udiwi menja
- 2008: Тревожный отпуск адвоката Лариной Trewoschny otpusk adwokata Larinoi
- 2008: Новогодняя семейка Nowogodnjaja semeika
- 2008: Колдовская любовь Koldowskaja ljubow (Serie)
- 2008: Как найти идеал? Kak naiti ideal?
- 2008: Доченька моя Dotschenka moja
- 2008: Антиснайпер Antisnaiper (Serie)
- 2008: Адреналин Adrenalin (Serie)
- 2008: Абонент временно недоступен Abonent wremenno nedostupen (Serie)
- 2007: Сердцу не прикажешь Serdzu ne prikaschesch (Serie)
- 2007: Год золотой рыбки God solotoi rybki
- 2006: Сестры по крови Sestry po krowi (Serie)
- 2006: Пять минут до метро Pjat minut do metro (Serie)
- 2006: Не наїжджай на Діда Мороза! Ne naïschdschai na Dida Morosa!
- 2006: Звездные каникулы Swesdnyje kanikuly
- 2006: Девять жизней Нестора Махно Dewjat schisnei Nestora Machno (Serie)
- 2005: Братство Bratstwo
- 2004: Пять звезд Pjat swesd (Serie)
- 2003: Право на защиту Prawo na saschtschitu (Serie)
- 2003: Небо в горошек Nebo w goroschek (Serie)
- 2002: Кукла Kukla (Serie)
- 2001: Слід перевертня Slid perewertnja (Serie)
- 2000: Нескорений Neskorenj
- 1995: Атентат — Осіннє вбивство в Мюнхені Atentat — Osinnje wbiwstwo w Mjuncheni
- 1995: Репортаж Reportasch
- 1995: Страчені світанки Stratscheni switanki
- 1994: Американский блюз Amerikanski bljus[4]

## Ehrungen
- Volkskünstler der Ukraine (22. Januar 2016)[5]
- Verdienter Künstler der Ukraine (18. August 2006)[6]
- Auf dem Internationalen Filmfestival in Odessa gewann er 2014 den Preis als bester Darsteller[3]